# Youness Hawassi
Youness Hawassi (arab. يونس الحواصي, ur. 25 października 1984 w Tetuanie) – marokański piłkarz, grający jako środkowy napastnik w Racingu Casablanca.

## Klub

### Początki
Zaczynał karierę w Moghrebie Tétouan. Jako junior grał tam do 2006 roku.

### Al-Wakrah SC
1 lipca 2009 roku przeniósł się do Al-Wakrah SC.
1 stycznia 2011 roku przeniósł się do Al-Ahly Trypolis na zasadzie półrocznego wypożyczenia.

### Wydad Casablanca (wypożyczenia)
W latach 2011–2014 był trzykrotnie wypożyczany do Wydadu Casablanca. W tym zespole zadebiutował 25 września 2011 roku w meczu przeciwko FUS Rabat (wygrana 2:0). W debiucie strzelił gola – do siatki trafił w 85. minucie. Łącznie zagrał 52 mecze i strzelił 10 goli.

### Gra w pierwszym składzie Al-Wakrah
Po powrocie z Maroka Hawassi zagrał 7 meczów i strzelił dwa gole w Qatar Stars League w barwach Al-Wakrah. 

### Wypożyczenie do Muaither SC
27 stycznia 2015 roku został wypożyczony na pół roku do Muaither SC.

### Powrót do Tetuanu
11 lipca 2015 roku powrócił do Maroka, podpisując kontrakt z Moghrebem Tétouan. W tym zespole ponownie zadebiutował 31 października 2015 roku w meczu przeciwko Kawkab Marrakesz (porażka 2:1). Do bramki rywali trafił w 25. minucie. Łącznie zagrał 16 meczów, strzelił 3 gole i miał dwie asysty.

### Ittihad Tanger
1 stycznia 2016 roku przeszedł do Ittihadu Tanger. W tym zespole zadebiutował 27 sierpnia 2016 roku w meczu przeciwko Difaâ El Jadida (wygrana 4:1). Został zmieniony pod koniec meczu. Pierwszego gola strzelił 17 września 2016 roku w meczu przeciwko KAC Kénitra (0:2). Do siatki trafił w 51. minucie. Pierwszą asystę zaliczył tydzień później w meczu przeciwko JS de Kasba Tadla (wygrana 2:1). Asystował przy bramce Ahmeda Hammoudana w 45. minucie. Łącznie zagrał 17 meczów, strzelił dwa gole i miał trzy asysty.

### Difaâ El Jadida
25 września 2017 roku przeniósł się do Difaâ El Jadida. W tym klubie zadebiutował 20 października 2017 roku w meczu przeciwko FAR Rabat (zwycięstwo 1:2). Został zmieniony przez Hamida Ahadada w 72. minucie. Pierwszego gola strzelił 5 listopada 2017 roku w meczu przeciwko Chabab Rif Al Hoceima (2:2). Do siatki trafił w 5. minucie. Łącznie zagrał 8 meczów i strzelił gola. 

### Drugi powrót
22 stycznia 2018 roku ponownie powrócił do Moghrebu. Zagrał 36 meczów, strzelił 4 gole i miał 5 asyst.

### Youssoufia Berrechid
16 sierpnia 2019 roku został zawodnikiem Youssoufia Berrechid. W tym klubie po raz pierwszy wystąpił 15 września 2019 roku w meczu przeciwko Renaissance Zemamra (porażka 1:2). Na boisko wszedł w 66. minucie, zastąpił Zakarię Fatiego. Pierwszego gola i pierwszą asystę strzelił i zaliczył 5 stycznia 2020 roku w meczu przeciwko Hassania Agadir (zwycięstwo 3:1). Asystował przy bramce Zakarii Fatiego w 6. minucie, zaś sam strzelił gola 50 minut później. Łącznie zagrał 39 meczów, strzelił 4 gole i zanotował 8 asyst.

### Dalsza kariera
25 sierpnia 2021 roku przeniósł się do Stade Marocain Rabat. 4 grudnia tego samego roku został zawodnikiem Racingu Casablanca.